# Rhododendron groenlandicum
Rhododendron groenlandicum (Oeder) Kron & Judd, 1990  è un arbusto della famiglia delle Ericacee, noto come "tè di palude del Labrador" o "tè della baia di Hudson".

## Descrizione

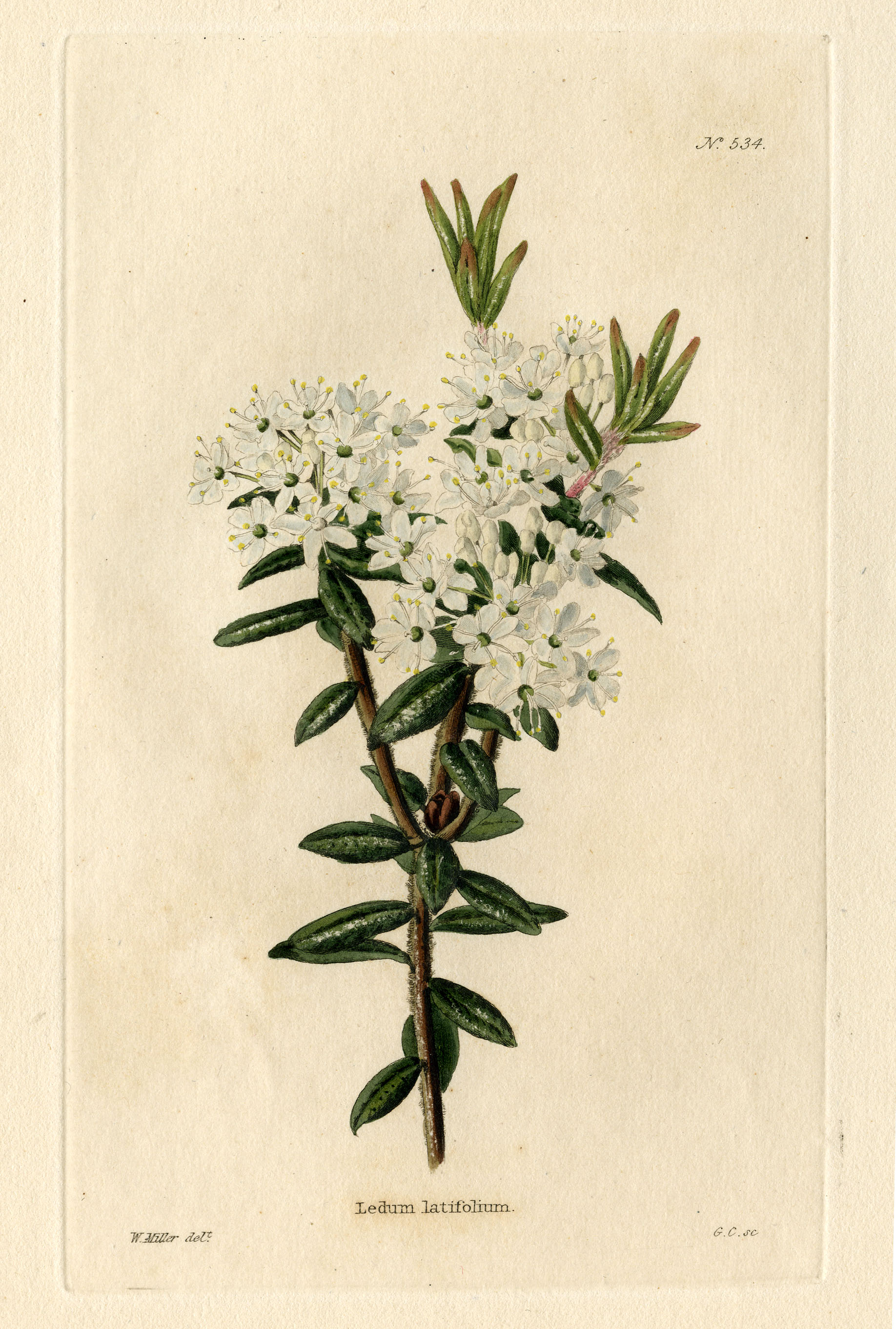
Ledum latifolium disegnato da William Miller

È un arbusto basso che cresce fino a 50 centimetri, raramente fino a 2 metri, con foglie sempreverdi lunghe 20–60 millimetri (0,79-2,36 pollici) lunghe e 3-15 millimetri (0,12-0,59 in) ampio. Le foglie sono stropicciate sulla parte superiore, dal bianco densamente peloso al rosso-marrone e hanno una consistenza coriacea, arricciata ai bordi. I piccoli fiori bianchi crescono in grappoli emisferici e sono molto profumati e appiccicosi.

## Distribuzione e habitat
È stato ritrovato dalla Groenlandia, nonché da ogni provincia e territorio del Canada e negli Stati Uniti nord-orientali e nord-occidentali (New England, New York, Pennsylvania, Michigan, Wisconsin, Minnesota, Idaho, Washington, Oregon e Alaska).
Cresce in torbiere, muskeg e tundra aperta, nonché occasionalmente su coste bagnate e pendii alpini rocciosi.

## Usi
Le foglie di tè di palude del Labrador venivano regolarmente utilizzate per preparare bevande e medicine - più comunemente un tè profumato - da molte tribù di nativi americani come il Quinault e il Makah. le tribù Potawatomn, Iroquoi e Prime Nazioni in Canada. Quando arrivarono gli esploratori europei, presto adottarono anche questi usi, soprannominandolo "tè vegetale indiano". Durante la guerra rivoluzionaria, fu usato come sostituto del tè.
A volte viene coltivato come un arbusto ornamentale. Il suo olio essenziale è popolare in aromaterapia e fitoterapia.

## Precauzioni
Il tè di palude del Labrador contiene alcaloidi tossici, che sono velenosi per il bestiame e possono essere tossici per l'uomo in dosi concentrate.